# James Craig (Schiff)

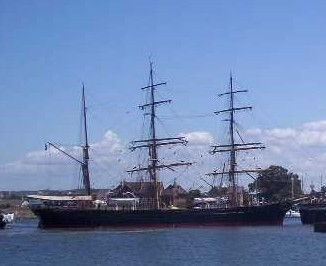
Die James Craig im Januar 2007

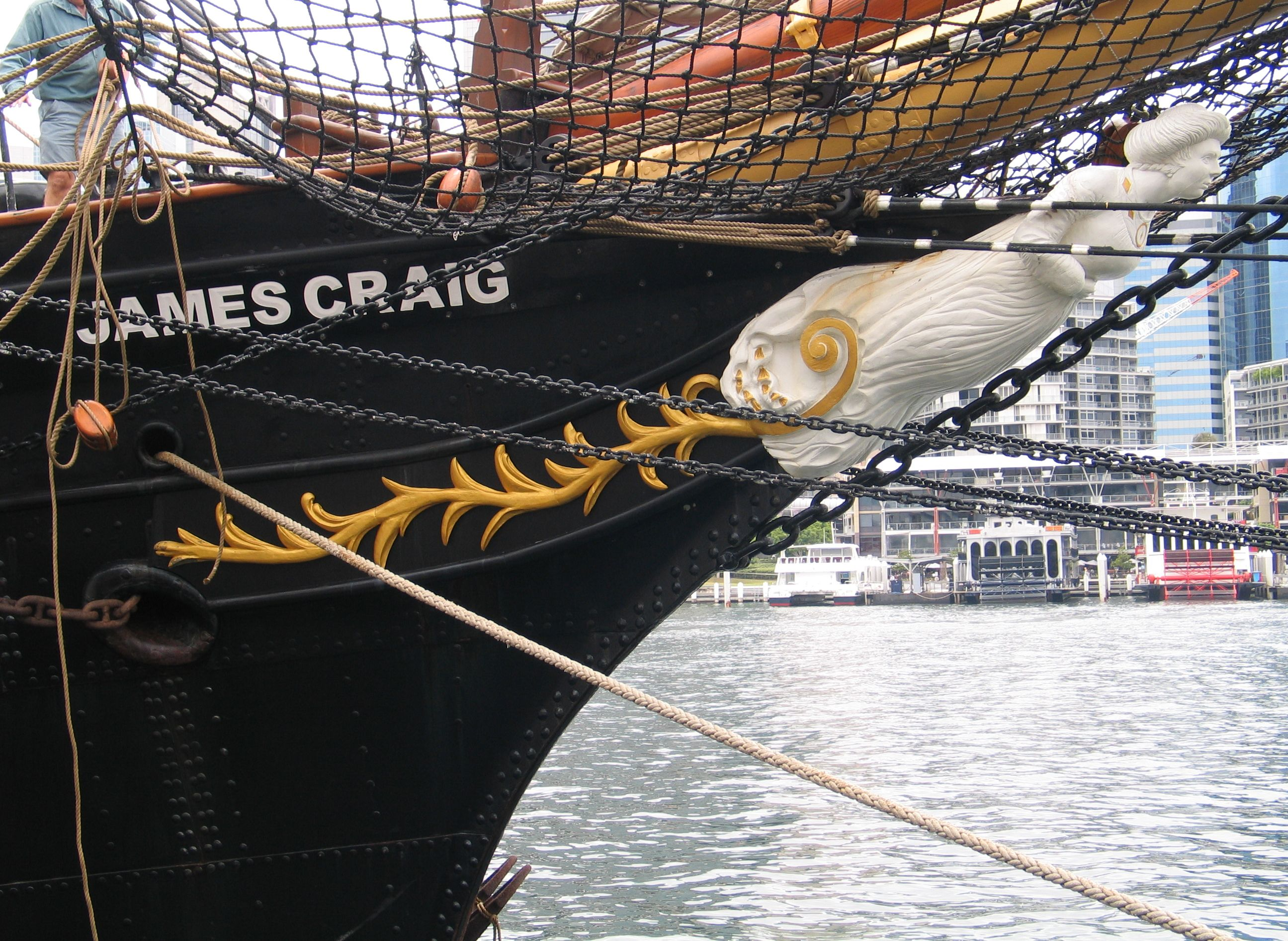
Galionsfigur

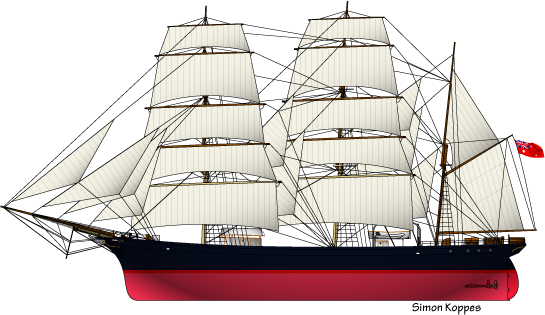
Zeichnung der James Craig

Die Clan Macleod – seit 1905 James Craig – ist eine Bark (dreimastiges Segelschiff), die 1874 in England gebaut wurde und bis 1911 in der Frachtschifffahrt eingesetzt wurde, zuletzt von Australien aus. In den folgenden Jahren verfiel das Schiff, bis es von 1972 bis 2001 restauriert wurde. Seither wird die Bark von Sydney aus hauptsächlich für Tagesausfahrten benutzt. Sie ist heute das älteste fahrende Segelschiff Australiens.

## Schiffsgeschichte
Die Clan Macleod wurde von der Werft Bartram, Haswell & Co. im englischen Sunderland in Stahl für den Reeder Thomas Dunlop aus dem schottischen Glasgow gebaut. Nach ihrem Stapellauf am 18. Februar 1874 führte ihre Jungfernfahrt sie nach Peru. 26 Jahre wurde sie für Frachtfahrten eingesetzt und umrundete dabei 23 Mal das wegen seiner schwierigen Wetterbedingungen gefürchtete Kap Hoorn (siehe auch Kap Hoornier). 1883 verkaufte Dunlop sie an Sir Roderick Cameron, ebenfalls aus Glasgow, der sie mit einer 12-köpfigen Besatzung zwischen New York und Neuseeland einsetzte. Am 15. August 1899 erwarb sie der in Auckland wohnende Neuseeländer J. J. Craig, der sie am 14. Dezember 1905 in James Craig umbenannte. Unter dem neuen Eigentümer wurde sie für Fahrten zwischen Australien und Neuseeland verwendet. Da die Dampfschiffe auf den Strecken, für die die James Craig eingesetzt wurde, im Laufe der Jahre rentabler als Segelschiffe wurden, wurde die Bark am 19. Juni 1911 aufgelegt. Die Masten des Schiffes wurden entfernt, und es wurde als Hulk in Neuguinea zur Lagerung von Kokosnussfleisch benutzt.
Nach dem Ersten Weltkrieg herrschte ein Mangel an Frachtern, weshalb die James Craig 1918 von Henry Jones & Company gekauft wurde. Sie wurde von Neuguinea nach Sydney geschleppt (Ankunft 30. August 1918), überholt und neu ausgerüstet. Erneut fuhr sie als Frachtschiff, geriet aufgrund ihres Alters und Zustands allerdings mehrfach auf See in Schwierigkeiten. Als es schwieriger wurde, Frachtsegler rentabel einzusetzen, wurde das Schiff im November 1925 an die Catamaran Coal Mining Company verkauft und wieder als Hulk genutzt, diesmal zur Lagerung von Kohle in der Recherche-Bucht in Tasmanien. Anfang der 1930er Jahre wurde die Mine geschlossen und das Schiff 1932 aufgegeben. Nachdem sich die James Craig in einem Sturm von ihrem Anker losgerissen hatte, strandete sie. Um sie nicht zu einem Risiko für die Schifffahrt werden zu lassen, wurde ihr daraufhin ein etwa drei Meter großes Loch in den Rumpf gesprengt, und das Schiff blieb im flachen Wasser liegen.
Im Jahr 1972 bargen Mitglieder der „Sydney Heritage Fleet“ den Schiffsrumpf und schleppten ihn nach Hobart. Nach vorläufigen Reparaturen wurde der Rumpf 1981 weiter nach Sydney geschleppt und dort umfassend restauriert. 1997 lief der Rumpf erneut vom Stapel, nach weiteren vier Jahren lief die James Craig im Februar 2001 erstmals wieder unter allen Segeln. Seither wird das Schiff mit Heimathafen Sydney vor allem für Tages- und Wochenendfahrten mit Touristen eingesetzt. 2003 erhielt das Schiff die „World Ships Trust Medal“, die unter anderem auch an die Vasa, die Cutty Sark und die Constitution vergeben worden ist, als Auszeichnung für seine authentische Restaurierung.

## Schiffsdaten

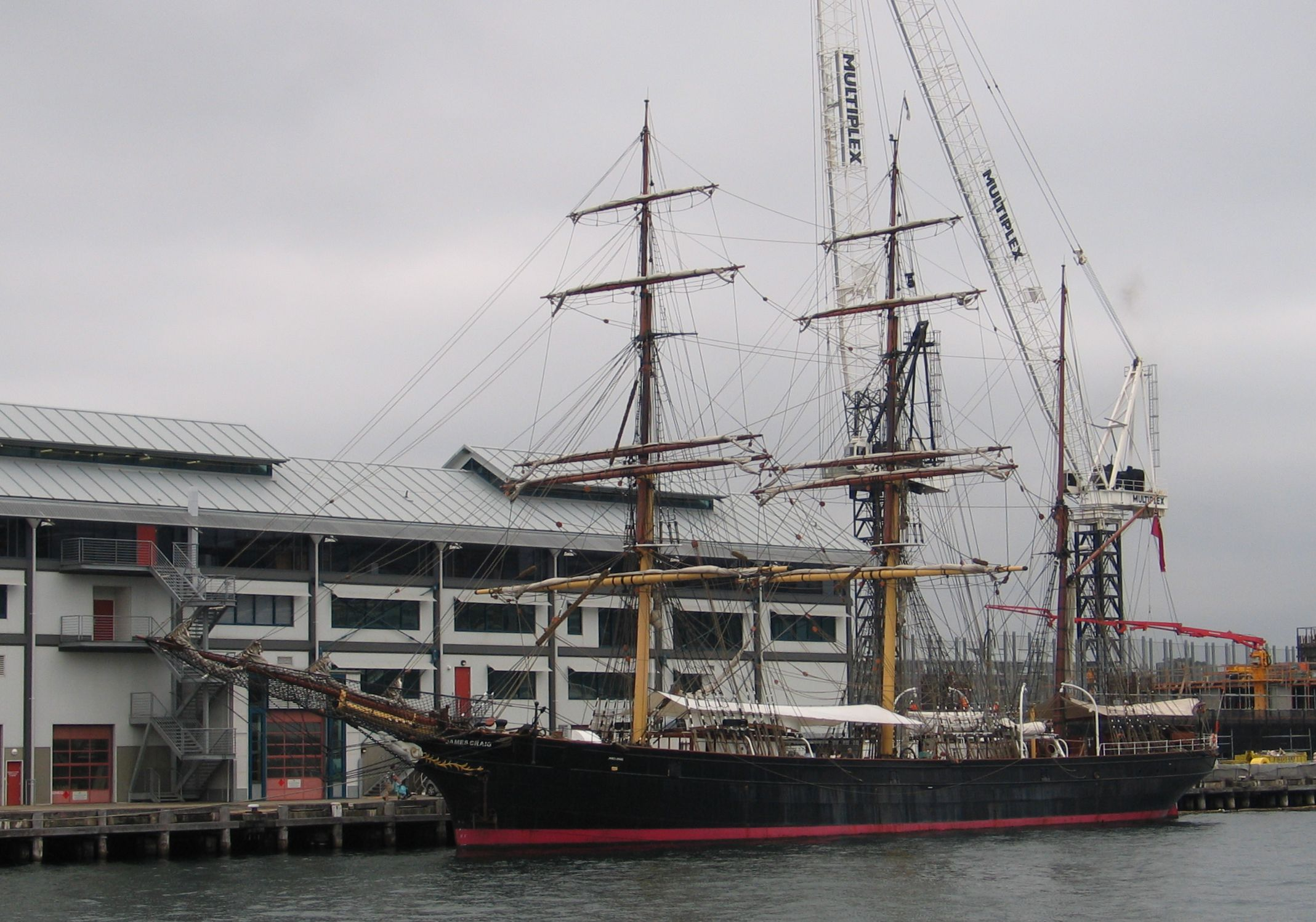
Die James Craig festgemacht am Kai des Australian National Maritime Museum, Sydney

| Rumpf                          | 12,7 mm Stahl                                                                   |
| Deck                           | Pinie                                                                           |
| Länge über alles (Lüa)         | 54,8 m (179,8 Fuß)                                                              |
| Breite                         | 9,50 m (31,3 Fuß)                                                               |
| Tiefgang                       | 5,30 m                                                                          |
| Höhe Großmast über Deck        | 33,07 m                                                                         |
| Höhe Großmast über Wasserlinie | 35,7 m                                                                          |
| Segel                          | 21                                                                              |
| Besatzung                      | zunächst 17 (u. a. Kapitän, drei Lehrlinge) und die Kapitänsfrau; 1883–1900: 12 |